# Fronteira da Saxônia

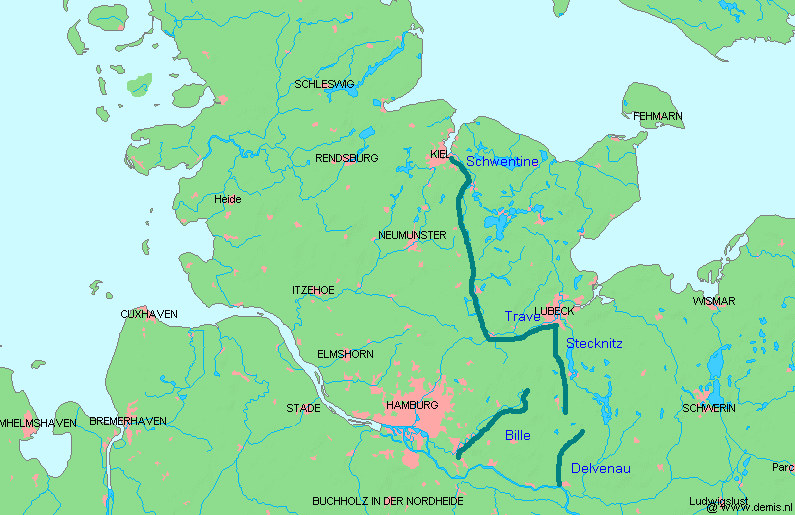
Fronteira da Saxônia

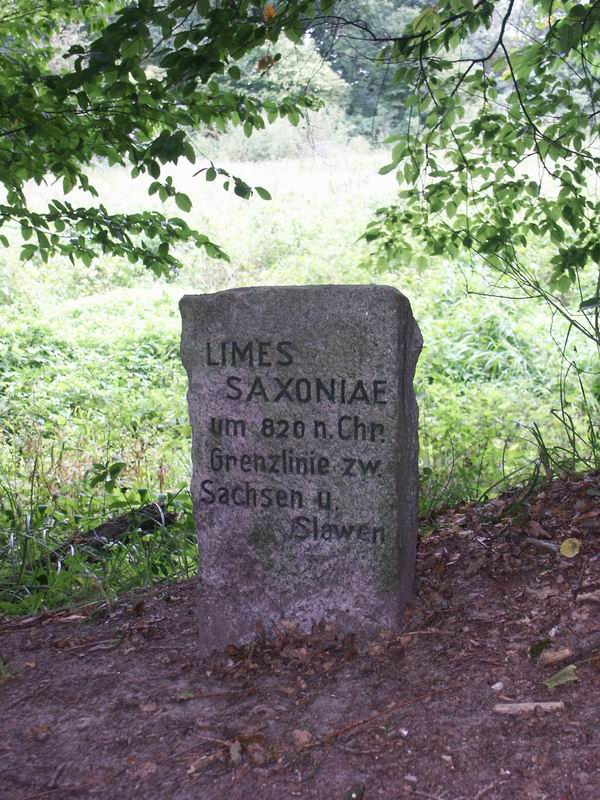
Marco da fronteira da Saxônia próximo de Hornbek

Fronteira ou Limite da Saxônia (em latim: Limes Saxoniae), por vezes também designada como Fronteira ou Limite Saxônico (em latim: Limes Saxonicus) e Muro Saxão (em alemão: Sachsenwall) era uma fronteira existente entre os saxões e os obotritas, estabelecida por volta de 810 na região do atual Eslésvico-Holsácia.
Após Carlos Magno finalmente conquistar as terras saxãs, ele assinou o Tratado de Heiligen, em 811, com os danos vizinhos, ao mesmo tempo em que chegou a um acordo com os eslavos polábicos a leste. Como nenhuma fortificação do período sobreviveu aos dias de hoje, só é conhecida pelos seus obstáculos naturais, como pântanos e bosques densos. De acordo com a descrição feita por Adão de Brema no Gesta Hammaburgensis Ecclesiae Pontificum, por volta de 1075, a Fronteira da Saxônia ia do rio Elba, nas proximidades da atual Boizemburgo, ao longo do rio Bille, até a foz do rio Schwentine, no Fiorde de Kiel e no mar Báltico.
Foi cruzada diversas vezes pelos obotritas, de origem eslava (em 983 e 1086, por exemplo), e por Miecislau II da Polônia (em 1028 e 1030). O Limes foi dissolvido durante a primeira fase da Ostsiedlung, quando o conde Henrique de Badewide fez uma campanha militar em terras vagras, em 1138/39, e a população eslava foi germanizada pelos novos colonos saxões.